# Bournan
Ne doit pas être confondue avec la commune de la Vienne Bournand
Bournan est une commune française du département d’Indre-et-Loire, dans la région Centre-Val de Loire.

## Géographie
|                  | Bossée  |                                  |
| Sepmes           | Bournan | La Chapelle-Blanche-Saint-Martin |
| Civray-sur-Esves |         | Ligueil                          |

### Hydrographie
Le réseau hydrographique communal, d'une longueur totale de 11,88 km, comprend deux cours d'eau notables, la Ligoire (2,95 km) et la Riolle (4,937 km), et cinq petits cours d'eau pour certains temporaires,.
La Ligoire, d'une longueur totale de 20,9 km, prend sa source dans la commune de Varennes et se jette dans l'Esves à Sepmes, après avoir traversé 8 communes. 
Sur le plan piscicole, la Ligoire est classée en deuxième catégorie piscicole. Le groupe biologique dominant est constitué essentiellement de poissons blancs (cyprinidés) et de carnassiers (brochet, sandre et perche).
La Riolle, d'une longueur totale de 11,4 km, prend sa source dans la commune de La Chapelle-Blanche-Saint-Martin et se jette dans la Ligoire à Bournan, après avoir traversé 3 communes. 
Sur le plan piscicole, la Riolle est également classée en deuxième catégorie piscicole.

### Climat
Pour des articles plus généraux, voir Climat du Centre-Val de Loire et Climat d'Indre-et-Loire.
En 2010, le climat de la commune est de type climat océanique dégradé des plaines du Centre et du Nord, selon une étude du CNRS s'appuyant sur une série de données couvrant la période 1971-2000. En 2020, Météo-France publie une typologie des climats de la France métropolitaine dans laquelle la commune est exposée à un climat océanique altéré et est dans la région climatique Moyenne vallée de la Loire, caractérisée par une bonne insolation (1 850 h/an) et un été peu pluvieux.
Pour la période 1971-2000, la température annuelle moyenne est de 12 °C, avec une amplitude thermique annuelle de 15 °C. Le cumul annuel moyen de précipitations est de 736 mm, avec 10,9 jours de précipitations en janvier et 6,7 jours en juillet. Pour la période 1991-2020, la température moyenne annuelle observée sur la station météorologique de Météo-France la plus proche, sur la commune de Ferrière-Larçon à 14 km à vol d'oiseau, est de 12,2 °C et le cumul annuel moyen de précipitations est de 709,6 mm,. Pour l'avenir, les paramètres climatiques de la commune estimés pour 2050 selon différents scénarios d'émission de gaz à effet de serre sont consultables sur un site dédié publié par Météo-France en novembre 2022.

## Urbanisme

### Typologie
Au 1er janvier 2024, Bournan est catégorisée commune rurale à habitat très dispersé, selon la nouvelle grille communale de densité à sept niveaux définie par l'Insee en 2022.
Elle est située hors unité urbaine. Par ailleurs la commune fait partie de l'aire d'attraction de Tours, dont elle est une commune de la couronne,. Cette aire, qui regroupe 162 communes, est catégorisée dans les aires de 200 000 à moins de 700 000 habitants,.

### Occupation des sols
L'occupation des sols de la commune, telle qu'elle ressort de la base de données européenne d’occupation biophysique des sols Corine Land Cover (CLC), est marquée par l'importance des territoires agricoles (89,8 % en 2018), une proportion identique à celle de 1990 (89,8 %). La répartition détaillée en 2018 est la suivante : 
terres arables (82 %), forêts (8,4 %), zones agricoles hétérogènes (4,3 %), prairies (3,4 %), zones urbanisées (1,8 %). L'évolution de l’occupation des sols de la commune et de ses infrastructures peut être observée sur les différentes représentations cartographiques du territoire : la carte de Cassini (XVIIIe siècle), la carte d'état-major (1820-1866) et les cartes ou photos aériennes de l'IGN pour la période actuelle (1950 à aujourd'hui).

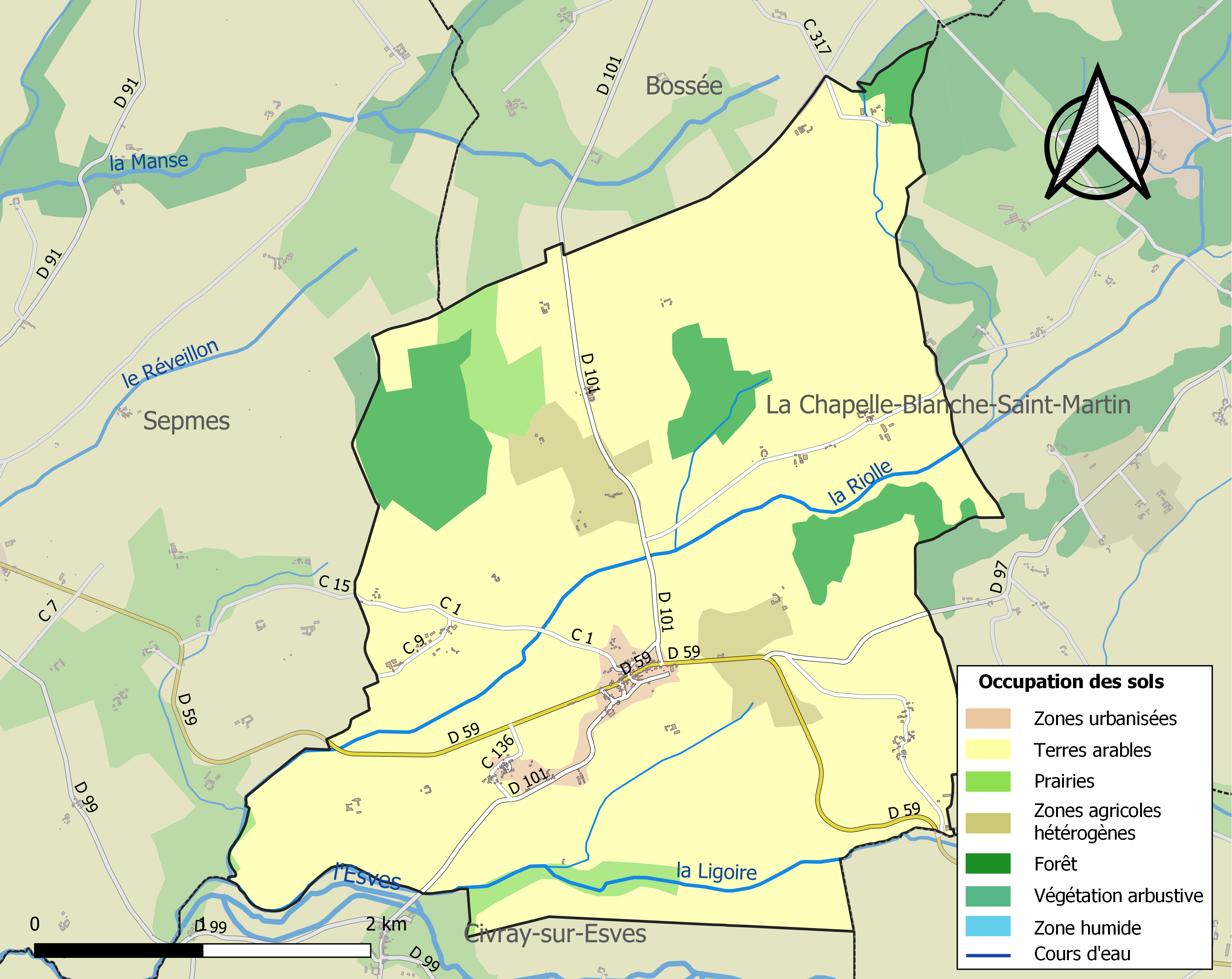
Carte des infrastructures et de l'occupation des sols de la commune en 2018 (CLC).

### Risques majeurs
Le territoire de la commune de Bournan est vulnérable à différents aléas naturels : météorologiques (tempête, orage, neige, grand froid, canicule ou sécheresse) et séisme (sismicité faible). Un site publié par le BRGM permet d'évaluer simplement et rapidement les risques d'un bien localisé soit par son adresse soit par le numéro de sa parcelle.

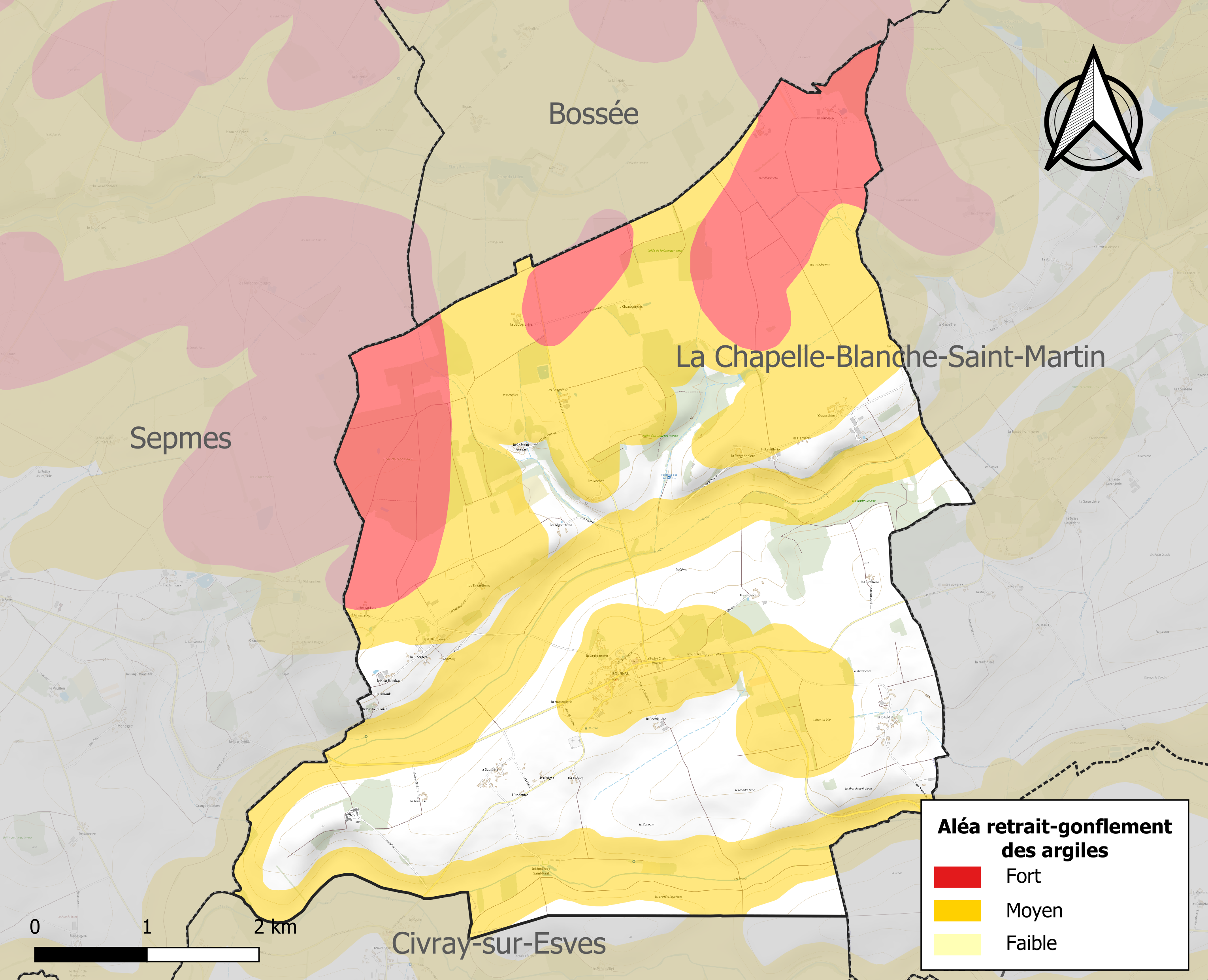
Carte des zones d'aléa retrait-gonflement des sols argileux de Bournan.

Le retrait-gonflement des sols argileux est susceptible d'engendrer des dommages importants aux bâtiments en cas d’alternance de périodes de sécheresse et de pluie. 66,7 % de la superficie communale est en aléa moyen ou fort (90,2 % au niveau départemental et 48,5 % au niveau national). Sur les 152 bâtiments dénombrés sur la commune en 2019, 92 sont en aléa moyen ou fort, soit 61 %, à comparer aux 91 % au niveau départemental et 54 % au niveau national. Une cartographie de l'exposition du territoire national au retrait gonflement des sols argileux est disponible sur le site du BRGM,.
Concernant les mouvements de terrains, la commune a été reconnue en état de catastrophe naturelle au titre des dommages causés par la sécheresse en 1991, 1992, 1996, 2003 et 2019 et par des mouvements de terrain en 1999.

## Toponymie
Gaulois Burnos, nom de personne, et magos = marché.

Bragonnum, VIIIe s. (Cartulaire de Cormery) ; Brunonium, 10 mars 831 (Dom Housseau, t. 1, n° 22 et 30) ; Burnonium, XIIe s. (Cartulaire de Cormery) ; In parrochia de Bornen, début XIIIe s. (Cartulaire de l’archevêché de Tours, t. 2, p. 313, charte 312) ; Bournan, juillet 1473 (A.N.-JJ 197, n° 401, fol. 212 v°) ; Cappellania prope ecclesiam de Bournan quam tenet Thomas Lesuil, presbiter, XVe s. (Pouillé de Tours, p. 45) ; Bornan, XVIIIe s. (Carte de Cassini).

## Politique et administration
| Période                                  | Période  | Identité       | Étiquette | Qualité     |
| ---------------------------------------- | -------- | -------------- | --------- | ----------- |
| mars 2001                                | 2014     | Annie Cleto    |           |             |
| mars 2014                                | En cours | Charlie Gillet | DVG       | Agriculteur |
| Les données manquantes sont à compléter. |          |                |           |             |

## Population et société

### Démographie
L'évolution du nombre d'habitants est connue à travers les recensements de la population effectués dans la commune depuis 1793. Pour les communes de moins de 10 000 habitants, une enquête de recensement portant sur toute la population est réalisée tous les cinq ans, les populations de référence des années intermédiaires étant quant à elles estimées par interpolation ou extrapolation. Pour la commune, le premier recensement exhaustif entrant dans le cadre du nouveau dispositif a été réalisé en 2004.

En 2022, la commune comptait 282 habitants, en évolution de +3,3 % par rapport à 2016 (Indre-et-Loire : +1,67 %, France hors Mayotte : +2,11 %).
| 1793 | 1800 | 1806 | 1821 | 1831 | 1836 | 1841 | 1846 | 1851 |
| ---- | ---- | ---- | ---- | ---- | ---- | ---- | ---- | ---- |
| 408  | 435  | 462  | 482  | 516  | 570  | 575  | 562  | 534  |

| 1856 | 1861 | 1866 | 1872 | 1876 | 1881 | 1886 | 1891 | 1896 |
| ---- | ---- | ---- | ---- | ---- | ---- | ---- | ---- | ---- |
| 549  | 547  | 538  | 482  | 489  | 479  | 493  | 521  | 515  |

| 1901 | 1906 | 1911 | 1921 | 1926 | 1931 | 1936 | 1946 | 1954 |
| ---- | ---- | ---- | ---- | ---- | ---- | ---- | ---- | ---- |
| 508  | 483  | 488  | 456  | 452  | 428  | 429  | 426  | 417  |

| 1962 | 1968 | 1975 | 1982 | 1990 | 1999 | 2004 | 2006 | 2009 |
| ---- | ---- | ---- | ---- | ---- | ---- | ---- | ---- | ---- |
| 396  | 345  | 249  | 231  | 200  | 215  | 232  | 233  | 260  |

| 2014 | 2019 | 2022 | - | - | - | - | - | - |
| ---- | ---- | ---- | - | - | - | - | - | - |
| 274  | 271  | 282  | - | - | - | - | - | - |

### Enseignement
Bournan se situe dans l'Académie d'Orléans-Tours (Zone B) et dans la circonscription de Loches.
Une école élémentaire publique accueille les élèves de la commune.

### Bibliothèque Municipale
La commune de Bournan dispose d’une bibliothèque municipale qui fait partie du réseau de la Direction Départementale des Bibliothèques et de la Lecture de Touraine.

## Culture locale et patrimoine

### Lieux et monuments
- Église Saint-Martin

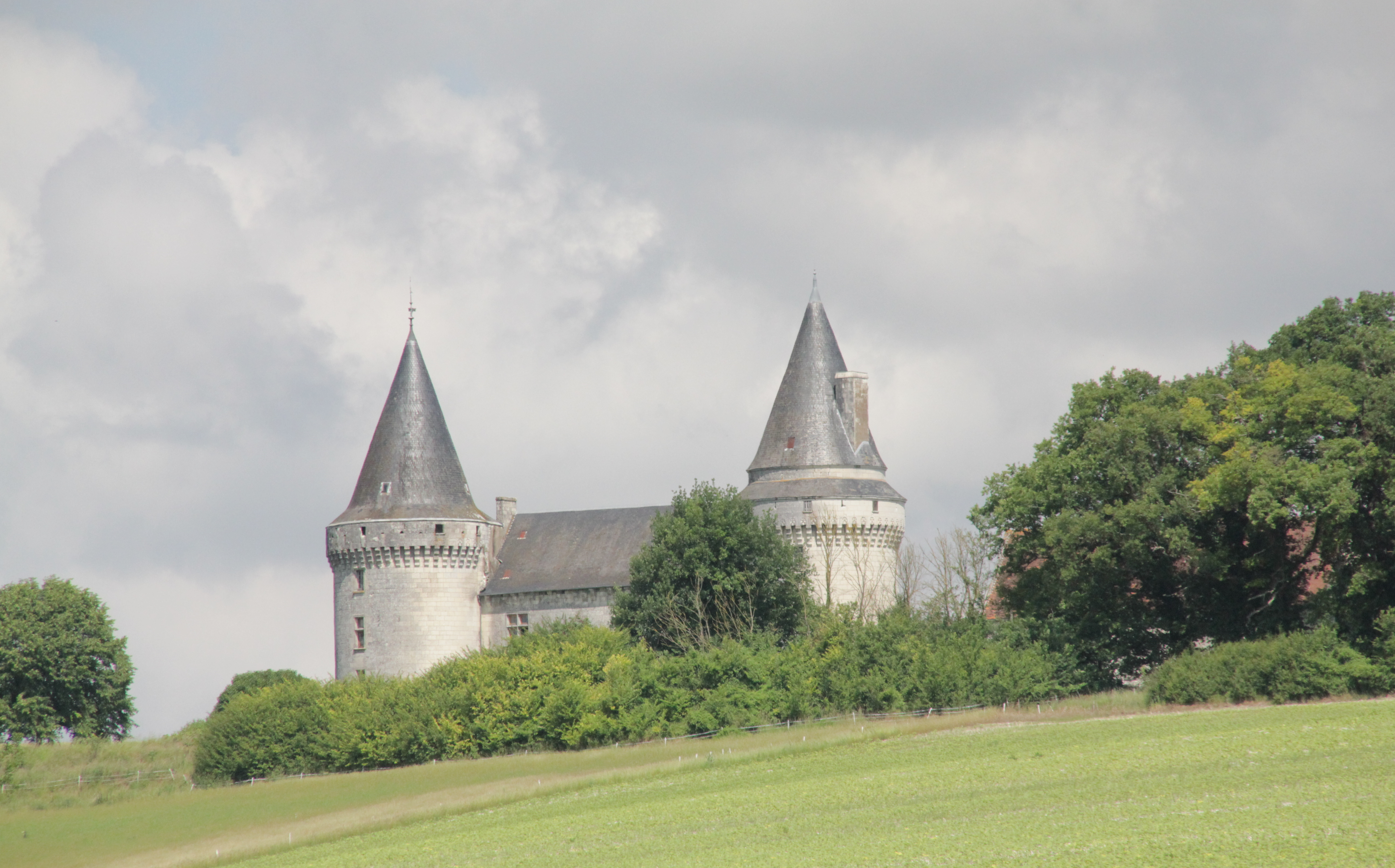
Château de Bagneux

- Château fort du XIIIe siècle avec deux tours tronquées[25].

### Événement local
Tous les ans, un spectacle s'appelant la Riolade a lieu dans cette petite commune. Une troupe d'amateur y joue une pièce de théâtre accompagné des enfants de l'école primaire du village qui ouvre la soirée.